# Adelino Nunes
Adelino Carlos Morais Nunes (Manteigas, 6 settembre 1960) è un ex calciatore portoghese, di ruolo centrocampista.

## Carriera

### Nazionale
Ha collezionato 18 presenze con la propria nazionale.

## Palmarès

### Club

#### Competizioni nazionali
- Campionato portoghese: 1

Benfica: 1986-1987
- Coppa del Portogallo: 3

Benfica: 1984-1985, 1985-1986, 1986-1987
- Supercoppa di Portogallo: 1

Benfica: 1985